# جیاکسان
جیاکسان (به لاتین: Jaeyaksan) یک کوه است که در کره جنوبی واقع شده‌است. جیاکسان ۱٬۱۰۸ متر بالاتر از سطح دریا واقع شده‌است.